# Magno (cônsul honorário)
Magno (em latim: Magnus; m. 581) foi um oficial bizantino do século VI, ativo durante o reinado do imperador Justino II (r. 565–578).

## Vida
Magno era nativo da Síria, provavelmente da cidade de Evária; um monograma mutilado encontrado na cidade aparenta possuir seu nome. Desde muito cedo durante o reinado de Justino, talvez ainda em 565/6, exercia a função de conde das sagradas liberalidades e esteve entre os oficiais que encorajaram Coripo a produzir seu panegírico sobre o imperador. Ainda estava ocupando este ofício em 573, quando foi enviado ao Oriente, possivelmente para tomar comando na guerra contra o Império Sassânida. Com uma pequena força, encontrou o exército de Adarmanes retornando da captura de Apameia e fugiu, perdendo alguns prisioneiros. Mais tarde, quando Dara caiu, estava em Mardim. Após a queda de Apameia, recebeu informações sobre a localização de um fragmento da Vera Cruz escondido próximo da cidade por um sacerdote capturado pelos persas. O fragmento foi recuperado por certo Varanes de Apameia e conduzido para Constantinopla.
Após 573, foi nomeado curador de uma das residências imperiais por Justino. Com base numa inscrição descoberta em Atália, na Panfília, é possível que foi designado como curador da casa de Marina; nessa inscrição também menciona-se que era homem gloriosíssimo. Por volta do mesmo período, serviu como comerciário em Antioquia. Esse ofício é atestado através de dois selos seus, com inscrições idênticas e bustos imperiais, encontrados em Tiro. No primeiro deles há dois bustos, identificados com Justino e a imperatriz Sofia, enquanto no segundo há três figuras, originalmente identificadas com Maurício (r. 582–602), Teodósio e Constantina, mas atualmente identificadas com Justino, Tibério II (r. 574–582) e Sofia. Em 581, novamente exerceu a função de curador, mas agora na Síria. A residência por ele administrada é identificável com aquela de Hormisda situada no território de Antioquia, próximo de Babe Alhaua  em Baricha. Exerceu tal função com os títulos honoríficos de conde dos domésticos, cônsul honorário e homem gloriosíssimo.
Em 581, quando Alamúndaro foi acusado de traição por Maurício diante de Tibério, Magno prometeu capturá-lo. Ele era amigo e patrão de Alamúndaro, que confiava nele e via-o como o representante de seus interesses na corte. Quando Magno estava consagrando uma igreja em Evária, que havia sido transformada em cidade e circundada por um muro sob sua influência, convidou Alamúndaro à cerimônia. Alamúndaro chegou com apenas uma pequena escolta e foi preso pelas tropas bizantinas estacionadas em segredo no local; Bar Hebreu e João do Éfeso mencionam que Magno estava à época residindo em Edessa e tinha autoridade sobre a Síria e que teria capturado Alamúndaro em Emesa. Alamúndaro foi transportado para Constantinopla, juntando-se ao longo do caminho com sua esposa e três filhos. Durante a ausência de Magno, Naamanes VI, filho de Alamúndaro, saqueou seu acampamento e partes da Síria, o que induziu o imperador e enviá-lo de volta para capturar os filhos do filarco e instalar seu irmão como governante dos gassânidas. Falhou em conseguir isso e morreu logo depois.